# Stilla fiordlandica
Stilla fiordlandica é uma espécie de gastrópode do gênero Stilla, pertencente a família Raphitomidae.